# Ätran (Falkenberg)
Pour les articles homonymes, voir Ätran (homonymie).
Ätran est un village suédois situé dans la commune de Falkenberg, comté de Halland. Le village a une population de 420 habitants en 2019. Il se situe sur les rives du fleuve Ätran.